# 日本歯科新聞
日本歯科新聞（にほんしかしんぶん）は、株式会社日本歯科新聞社が発行する歯科専門紙。
1967年（昭和42年）に創刊。厚生労働記者クラブや歯科記者会に加盟。ブランケット判6～8ページ。毎週火曜日発行（月4回）。